# 波罗的海会议
波羅的海會議（英語：Baltic Assembly, BA）是一個區域政府間組織，促進愛沙尼亞、拉脫維亞、立陶宛三國之間的合作，試圖令三國在眾多國際議題上有共同立場，但會議的決定只具有建議地位。波羅的海會議的預算由三國政府負擔。會議的官方語言是愛沙尼亞語、拉脫維亞語、立陶宛語。總部位於拉脫維亞里加。

## 外部連結
- 官方网站
- 世界旗帜网（FOTW）的Flag of the Baltic Assembly
- Seimas of the Republic of Lithuania （页面存档备份，存于）